# Sasa de Sobrepuerto
Sasa de Sobrepuerto es un despoblado español, en la Provincia de Huesca, perteneciente al municipio de Yebra de Basa, en la comarca del Alto Gállego. Se enclava en la zona conocida como Sobrepuerto.